# Jayson Granger
Jayson Antonie Granger Amodio (Montevideo, Uruguai, 15 de setembre de 1989) és un jugador uruguaià de bàsquet que juga a la posició de base. El seu pare és un ex jugador de bàsquet estatunidenc. Jayson també té un germà més gran, Jeff Jr., el qual va jugar a la Universitat de Hampton.
Granger també té nacionalitat italiana.
Després de jugar 6 temporades al Club Baloncesto Estudiantes, el juliol de 2013 va fitxar per l'Unicaja de Málaga per dues temporades.

## Selecció nacional
Ha estat internacional amb la selecció de bàsquet de l'Uruguai. Va assolir la medalla d'argent al Campionat Sud-americà de Bàsquet cadet celebrat a San Fernando del Valle de Catamarca (Argentina) el 2004, i al de categoria júnior celebrat a Veneçuela el 2005, campionat en el qual va ser el màxim marcador.
El 18 de juny de 2009, el seleccionador de l'Uruguai, Gerardo Jauri, va convocar per primera vegada a Granger per a la selecció absoluta. Es tractava de la convocatòria per disputar el Campionat FIBA Amèriques que anava a tenir lloc entre el 26 d'agost i el 6 de setembre a San Juan, Puerto Rico.